# Baraawe
Barawa hay Brava (tiếng Somalia: Baraawe, tiếng Ả Rập: المدينة ﺑﺮﺍﻭﻱ) là một thị trấn cảng ở bờ biển phía đông nam của Somalia. Những cư dân truyền thống là Tunni Somali và người Brava, vốn nói tiếng Brava, một phương ngữ tiếng Swahili.

## Lịch sử
Đến năm 2009, khu vực Baraawe chịu dưới sự kiểm soát của al-Shabab. Thán 9/2009, một cuộc đột kích quân sự của Hoa Kỳ giết chết Saleh Ali Saleh Nabhan, kẻ bị tình nghi là thành viên al-Qaeda.